# Stylet (poignard)
Pour les articles homonymes, voir stylet.

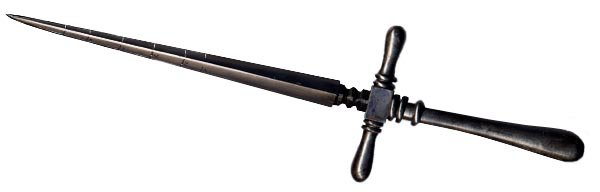
Un stylet.

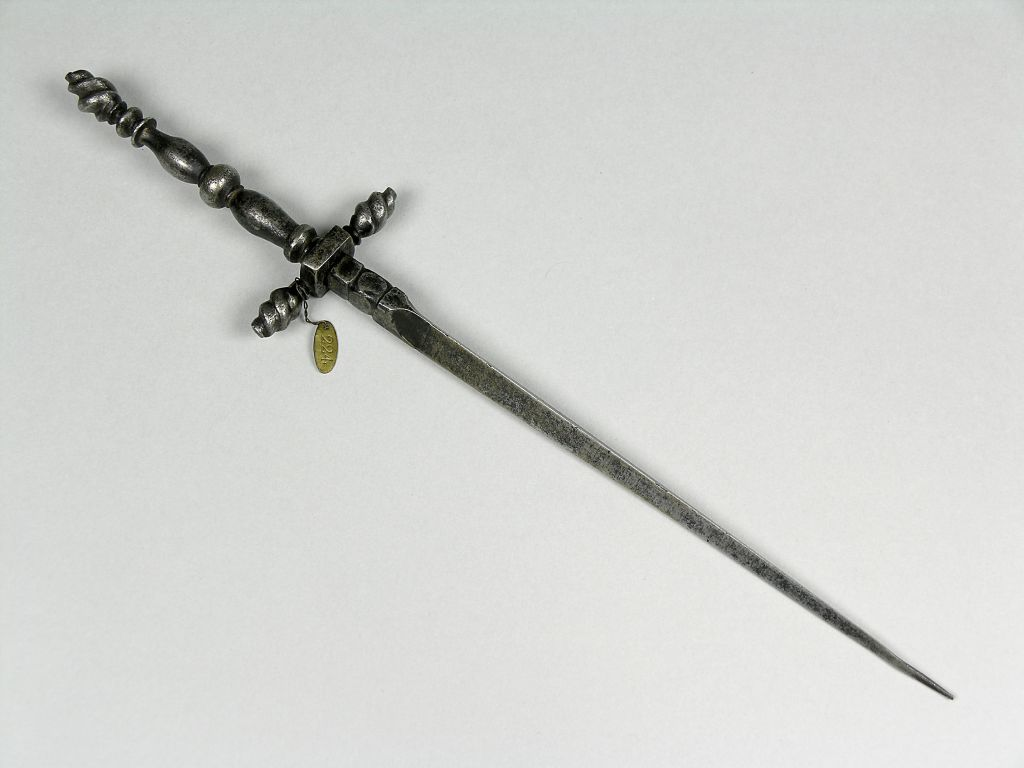
Un stylet de la collection du Thinktank, Birmingham Science Museum, Birmingham, Angleterre.

Un stylet est un poignard à lame triangulaire très fine, conçue pour produire des blessures très profondes et donc difficiles à guérir.
Le stylet a commencé à gagner sa renommée au Moyen Âge quand il était populaire comme un outil contre les chevaliers lourdement blindés parce que, une fois ceux-ci démontés, sa lame mince pouvait facilement passer entre les pièces de l'armure et à travers les mailles de la cotte.
En outre, le stylet était une arme de prédilection des assassins, parce qu'il était une arme facilement cachée qui pouvait être tenue à l'intérieur d'un manchon, sous un manteau ou dans une manche de vêtement. Les modèles plus récents sont dépourvus de garde.
Dans sa traduction italienne stiletto, le terme désigne par analogie un talon aiguille[réf. nécessaire].

## Le stylet en Corse
C'était une arme blanche, sans garde, à lame étroite et généralement triangulaire longue de 18 à 20 cm, avec une fusée souvent ornée longue de 10 à 12 cm. Elle était généralement glissée dans la ceinture de flanelle ou dissimulée dans la manche de la veste. Au commencement du tourisme en Corse vers 1860, on fabriqua des stylets fantaisie, mais l'arme a été utilisée comme telle jusqu'au début du XXe siècle. Le nom corse est stilettu.